# 黎姓
黎姓是一個漢姓，在《百家姓》中排名第262位。2013年版《中国四百大姓》排名第82。普遍分布于中国南方及越南，广东、香港一带多有分布。

## 起源

### 漢族
- 九黎之後裔
- 殷商诸侯之一， 黎国，為现在山西省長治市黎城縣。 周代初年被西伯所灭，子孫作為成湯的後裔。周武王大行封建制度，把这地方封给帝尧後裔，赐爵为侯。黎侯的子孙後来也就“以国为氏”而姓了黎。
- 太平天國部份賴姓將領逃避朝廷緝捕，因發音「賴」通黎，改姓黎。

### 鲜卑族
- 南北朝五胡乱华，自北方入据中原的鲜卑人漢化後改姓为黎。 《魏书官氏志》所说的：“素黎氏後改為黎氏”。

### 道卡斯族
- 七姓公之一。台灣道卡斯族漢化後， 被乾隆皇帝賜为姓黎。

## 延伸阅读
[在维基数据编辑]
 《百家姓》
 《欽定古今圖書集成·明倫彙編·氏族典·黎姓部》，出自陈梦雷《古今圖書集成》